# قسم نصروان الريفي (مقاطعة داراب)
قسم نصروان الريفي (بالفارسية: دهستان نصروان) هي منطقة سكنية تقع في إيران في قسم. يقدر عدد سكانها بـ 8,098 نسمة .